# Liste der Kulturdenkmale in Obercunnersdorf

Wappen von Obercunnersdorf

In der Liste der Kulturdenkmale in Obercunnersdorf sind die Kulturdenkmale des Ortsteils Obercunnersdorf der sächsischen Gemeinde Kottmar verzeichnet, die bis September 2024 vom Landesamt für Denkmalpflege Sachsen erfasst wurden (ohne archäologische Kulturdenkmale). Die Anmerkungen sind zu beachten.

## Liste der Kulturdenkmale in Obercunnersdorf
| Bild                                    | Bezeichnung | Lage                                                                                                | Datierung | Beschreibung | ID       |
| --------------------------------------- | --- | --------------------------------------------------------------------------------------------------- | --- | --- | -------- |
|                                         | Eisenbahnstrecke Löbau–Zittau (Sachgesamtheit), Abschnitt im Ortsteil Obercunnersdorf | (Flurstücke 62, 538/5, 1425, 1423/3, 1426, 50/1, 1427, 538/27, 1155/6, 1162d, 1420/1, 1429) (Karte) | 1848 eröffnet | Sachgesamtheitsbestandteil der Sachgesamtheit Eisenbahnstrecke Löbau–Zittau, mit folgenden Einzeldenkmalen: Eisenbahnviadukt (siehe Einzeldenkmal Hauptstraße – Obj. 08961853) und Eisenbahnbrücke (siehe Einzeldenkmal Hintere Dorfstraße 11 – Obj. 08992550), Bahnhofshotel (Hintere Dorfstraße 11 – Obj. 08962054) und Bahnhofsgebäude (Hintere Dorfstraße 13 – Obj. 08962055) (siehe auch Sachgesamtheit in der Denkmalliste der Stadt Löbau – Obj. 08992544); baugeschichtlich und verkehrsgeschichtlich von Bedeutung | 09302443 |
| Weitere Bilder                          | Wohnhaus (Umgebinde) | Alte Schulgasse 1 (Karte)                                                                           | Um 1900 | Obergeschoss Fachwerk, mit Ziegelausfachung, in dieser Ausformung im Ortsbild singulär, baugeschichtlich von Bedeutung | 08961983 |
| Direkt Bild zu diesem Denkmal hochladen | Schule, heute Wohnhaus | Alte Schulgasse 2 (Karte)                                                                           | Um 1850 | Stattlicher verputzter Bruchsteinbau, Hauptansicht mit Putzspiegeln, ortshistorisch von Interesse | 08961982 |
| Direkt Bild zu diesem Denkmal hochladen | Scheune | Alte Schulgasse 5 (Karte)                                                                           | 19. Jahrhundert | Kleine Fachwerkscheune, in der Konstruktion weitgehend erhalten, wirtschaftsgeschichtlich von Bedeutung | 08961987 |
| Direkt Bild zu diesem Denkmal hochladen | Wohnhaus | Alte Schulgasse 6 (Karte)                                                                           | Um 1800 | Obergeschoss Fachwerk verkleidet, in der Konstruktion erhalten, baugeschichtlich von Bedeutung | 08961981 |
| Weitere Bilder                          | Wohnhaus (Umgebinde) | Alte Schulgasse 7 (Karte)                                                                           | Um 1800 | Obergeschoss Fachwerk, verschiefert, teils zweifarbig, Umgebinde mit profilierten Säulen, baugeschichtlich von Bedeutung | 08961980 |
| Direkt Bild zu diesem Denkmal hochladen | Wohnhaus, Scheune mit Stallgebäude (auf Hakengrundriss) sowie Einfriedung eines Dreiseithofes | Alte Schulgasse 8 (Karte)                                                                           | Bezeichnet mit 1799 | Wohnhaus Obergeschoss Fachwerk, verschiefert, Wirtschaftsgebäude Fachwerk, verbrettert, Einfriedung mit Granitzaunsäulen, in der Struktur erhaltene Hofanlage, baugeschichtlich und wirtschaftsgeschichtlich von Bedeutung | 08961976 |
| Weitere Bilder                          | Wohnhaus (Umgebinde) | Alte Schulgasse 9 (Karte)                                                                           | Um 1800 | Obergeschoss Fachwerk, verkleidet, baugeschichtlich von Bedeutung | 08961978 |
| Weitere Bilder                          | Wohnhaus (Umgebinde) | Alte Schulgasse 11 (Karte)                                                                          | Um 1800 | Obergeschoss Fachwerk, verschiefert, ehemaliges Armenhaus (laut Auskunft), baugeschichtlich und ortsgeschichtlich von Bedeutung | 08961977 |
| Direkt Bild zu diesem Denkmal hochladen | Wohnhaus | Am Dorfbach 1 (Karte)                                                                               | 1. Hälfte 19. Jahrhundert | Obergeschoss regelmäßiges Fachwerk, Giebelseite verkleidet, Konstruktion im Wesentlichen erhalten, baugeschichtlich von Bedeutung | 08961991 |
| Direkt Bild zu diesem Denkmal hochladen | Wohnhaus | Am Dorfbach 3 (Karte)                                                                               | Um 1800, Kern womöglich älter | Obergeschoss Fachwerk, zweifarbig verschiefert, Granittürportal, baugeschichtlich von Bedeutung | 08961992 |
| Weitere Bilder                          | Wohnhaus (Umgebinde) und Einfriedung | Am Dorfbach 5 (Karte)                                                                               | 18. Jahrhundert | Doppelstubenhaus, Obergeschoss Fachwerk, zweifarbig verschiefert, baugeschichtlich von Bedeutung, Einfriedung mit Granitpfeilern | 08961993 |
| Weitere Bilder                          | Wohnhaus (Umgebinde) und Einfriedung | Am Dorfbach 9 (Karte)                                                                               | Bezeichnet mit 1827 | Obergeschoss Fachwerk, verschiefert, teils zweifarbig, Umgebinde mit profilierten Säulen, Korbbogenportal,baugeschichtlich von Bedeutung, Einfriedung mit Granitzaunpfeilern | 08961994 |
| Weitere Bilder                          | Wohnhaus (Umgebinde) mit rückwärtigem Anbau und Einfriedung | Am Dorfbach 11 (Karte)                                                                              | 18. Jahrhundert | Obergeschoss Fachwerk, zweifarbig ornamental verschiefert, baugeschichtlich von Bedeutung, Einfriedung mit Granitzaunpfeilern | 08961995 |
| Weitere Bilder                          | Wohnhaus (Umgebinde) | Am Dorfbach 13 (Karte)                                                                              | 1. Hälfte 19. Jahrhundert | Obergeschoss Fachwerk, zweifarbig verschiefert, Umgebinde mit profilierten Säulen, baugeschichtlich von Bedeutung | 08961996 |
| Weitere Bilder                          | Wohnhaus (Umgebinde) und Seitengebäude sowie Einfriedung | Am Dorfbach 21 (Karte)                                                                              | Bezeichnet mit 1777 (Wohnhaus); um 1800 (Seitengebäude) | Wohnhaus-Obergeschoss Fachwerk mit Zierverbretterung, Fachwerk-Seitengebäude zweifarbig verschiefert, baugeschichtlich von Bedeutung, Einfriedung mit Granitzaunpfeilern | 08961997 |
| Weitere Bilder                          | Wohnhaus (Umgebinde) | Am Dorfbach 23 (Karte)                                                                              | Um 1800 | Obergeschoss Fachwerk, zweifarbig ornamental verschiefert, baugeschichtlich von Bedeutung | 08961999 |
| Weitere Bilder                          | Evangelische Pfarrkirche St. Barbara und Kirchhof Obercunnersdorf (Sachgesamtheit) | Am Kirchteich (neben Nr. 1) (Karte)                                                                 | 1660, später erweitert | Sachgesamtheit Evangelische Pfarrkirche St. Barbara und Kirchhof Obercunnersdorf, mit folgenden Einzeldenkmalen: Kirche, Kirchhofseinfriedung, Stützmauer und Torhaus sowie Kriegerdenkmal für die Gefallenen des Krieges 1870/71, Gedenktafel für die Gefallenen des Ersten Weltkrieges im Torhaus und einige Grabmale auf dem Kirchhof (siehe Einzeldenkmal 08962058) und Kirchhof als Sachgesamtheitsteil; lang gestreckte barocke Saalkirche, Westturm mit geschweifter Haube, baugeschichtlich, ortsgeschichtlich und ortsbildprägend von Bedeutung | 09303565 |
| Weitere Bilder                          | Kirche, Kirchhofseinfriedung, Stützmauer und Torhaus sowie Kriegerdenkmal für die Gefallenen des Krieges 1870/71, Gedenktafel für die Gefallenen des Ersten Weltkrieges im Torhaus und einige Grabmale auf dem Kirchhof (Einzeldenkmale zu ID-Nr. 09303565) | Am Kirchteich (neben Nr. 1) (Karte)                                                                 | 1660, später erweitert (Kirche); bezeichnet mit 1662 (Empore), 1691 (Altar) und 1895 (Kriegerdenkmal dt.-frz. Krieg); nach 1918 (Gedenktafel Erster Weltkrieg) | Einzeldenkmale der Sachgesamtheit Evangelischen Pfarrkirche St. Barbara und Kirchhof Obercunnersdorf; lang gestreckte barocke Saalkirche, Westturm mit geschweifter Haube, baugeschichtlich, ortsgeschichtlich und ortsbildprägend von Bedeutung | 08962058 |
| Weitere Bilder                          | Wohnstallhaus (Umgebinde) und Granittrog eines Bauernhofes (mit Nr. 6) | Am Kirchteich 1 (Karte)                                                                             | Bezeichnet mit 1787 (Wassertrog); Ende 19. Jahrhundert, Kern eventuell älter (Wohnstallhaus)                                                                   | Gehört mit Nr. 6 und zwei Scheunen zu einem ehemaligen Vierseithof, Wohnstallhaus Obergeschoss Fachwerk, verschiefert, baugeschichtlich von Bedeutung | 08962061 |
| Weitere Bilder                          | Wohnhaus (Umgebinde) | Am Kirchteich 2 (Karte)                                                                             | Um 1800 | Doppelstubenhaus, Obergeschoss Fachwerk, zweifarbig ornamental verschiefert, baugeschichtlich von Bedeutung | 08962063 |
|                                         | Wohnstallhaus (Seitengebäude) eines Bauernhofes (mit Nr. 1) | Am Kirchteich 6 (Karte)                                                                             | Bezeichnet mit 1788 | Obergeschoss Fachwerk, verschiefert, mit Blockstube im Obergeschoss (selten), Korbbogenportal, gehört mit Nr. 1 und zwei Scheunen zu einem ehemaligen Vierseithof, wirtschaftsgeschichtlich und baugeschichtlich von Bedeutung | 08962062 |
| Direkt Bild zu diesem Denkmal hochladen | Wohnhaus (Umgebinde) und Einfriedung | Am Steg 1 (Karte)                                                                                   | Um 1800 | Obergeschoss Fachwerk, verschiefert, teils zweifarbig, baugeschichtlich von Bedeutung, Einfriedung mit Granitzaunpfeilern | 08961962 |
| Direkt Bild zu diesem Denkmal hochladen | Wohnhaus (Umgebinde) und Einfriedung | Am Steg 2 (Karte)                                                                                   | Um 1800 | Obergeschoss größtenteils Fachwerk, verbrettert, baugeschichtlich von Bedeutung, Einfriedung mit Granitzaunpfeilern | 08961966 |
| Direkt Bild zu diesem Denkmal hochladen | Wohnhaus (Umgebinde) | Am Steg 3 (Karte)                                                                                   | 1. Hälfte 19. Jahrhundert | Doppelstubenhaus, Obergeschoss Fachwerk, teils zweifarbig verschiefert, baugeschichtlich von Bedeutung | 08961963 |
| Direkt Bild zu diesem Denkmal hochladen | Wohnhaus (Umgebinde) und Einfriedung | Am Steg 5 (Karte)                                                                                   | Um 1800 | Doppelstubenhaus, Obergeschoss Fachwerk, verschiefert, baugeschichtlich von Bedeutung, Einfriedung mit Granitzaunpfeilern | 08961964 |
| Weitere Bilder                          | Wohnhaus (Umgebinde) und Einfriedung | Am Wehr 7 (Karte)                                                                                   | Um 1800 | Obergeschoss Fachwerk, zweifarbig verschiefert, baugeschichtlich von Bedeutung, Einfriedung mit Granitzaunpfeilern | 08961988 |
| Weitere Bilder                          | Wohnhaus (Umgebinde) mit Anbau | An der Aue 4 (Karte)                                                                                | Um 1850 | Anderthalbgeschossiges Umgebindehaus, Obergeschoss Fachwerk, teils verbrettert, teils verschiefert, baugeschichtlich von Bedeutung | 08961845 |
| Weitere Bilder                          | Wohnhaus (Umgebinde) auf Hakengrundriss | An der Aue 14 (Karte)                                                                               | Um 1800, mit späterem Anbau | Obergeschoss Fachwerk, verbrettert und verschiefert, baugeschichtlich von Bedeutung | 08961844 |
| Weitere Bilder                          | Wohnhaus (Umgebinde) | An der Aue 18 (Karte)                                                                               | 1. Hälfte 19. Jahrhundert | Doppelstubenhaus, Obergeschoss Fachwerk, zweifarbig verschiefert, im ursprünglichen Aussehen wiederhergestellt, baugeschichtlich von Bedeutung | 08961843 |
| Direkt Bild zu diesem Denkmal hochladen | Wohnhaus und Seitengebäude eines Bauernhofes sowie Stützmauer und Einfriedung | An der Kaufhalle 1 (Karte)                                                                          | Bezeichnet mit 1826 | Stattliches massives Wohnhaus mit prächtigem Korbbogenportal, Seitengebäude Obergeschoss Fachwerk, verbrettert und in Art einer Oberlaube ausgebildet, wirtschaftsgeschichtlich und baugeschichtlich von Bedeutung, Abfangmauer aus rustizierten Quadern, Einfriedung mit Zaunpfeilern | 08961934 |
| Weitere Bilder                          | Wohnhaus (Umgebinde) ohne Anbau | Bahnhofstraße 1 (Karte)                                                                             | 18. Jahrhundert | Obergeschoss Fachwerk, zweifarbig verschiefert, Umgebinde in origineller Gestaltung, baugeschichtlich von Bedeutung | 08961890 |
| Weitere Bilder                          | Wohnhaus (Umgebinde) | Bahnhofstraße 2 (Karte)                                                                             | Um 1800 | Doppelstubenhaus, Obergeschoss Fachwerk, verschiefert (Sonnenmotive), Umgebinde mit origineller Gestaltung, baugeschichtlich von Bedeutung | 08961889 |
| Weitere Bilder                          | Ehemaliges Mühlenanwesen der Kirchmühle: Müllerwohnhaus (Umgebinde) mit Anbau, Granittrog im Hof | Bahnhofstraße 3 (Karte)                                                                             | Bezeichnet mit 1743, später überformt | Wohnhaus Obergeschoss Fachwerk, zweifarbig verschiefert, schönes Korbbogenportal mit klassizistischer Tür, der Anbau ursprünglich Kirchmühlscheune, in den 1970er Jahren zum Wohnhaus umgebaut, ortshistorisch und architektonisch bedeutsam | 08961891 |
| Direkt Bild zu diesem Denkmal hochladen | Stallscheune eines Bauernhofes | Bahnhofstraße 7 (gegenüber) (Karte)                                                                 | 1. Hälfte 19. Jahrhundert | Erdgeschoss massiv, Obergeschoss Fachwerk, im ursprünglichen Aussehen erhalten, an ortsbildprägender Stelle nahe der Kirche, wirtschaftsgeschichtlich und baugeschichtlich von Bedeutung | 08962064 |
| Direkt Bild zu diesem Denkmal hochladen | Wohnstallhaus | Bergweg 5 (Karte)                                                                                   | 2. Hälfte 18. Jahrhundert | Umgebindehaus, Rest des Hofes einer Gartennahrung, links vom Eingang Umgebinde mit Blockstube mit drei Umgebindeachsen nach vorn und vier Achsen zum Giebel, Obergeschoss hofseitig noch in Fachwerk ausgeführt, ebenso alle Innenwände, orts- und baugeschichtlich von Bedeutung | 09307200 |
| Direkt Bild zu diesem Denkmal hochladen | Wohnstallhaus (Umgebinde) | Blumenweg 1 (Karte)                                                                                 | 2. Hälfte 18. Jahrhundert | Bestandteil eines Zweiseithofes, stattlicher Bau, 3/5/2 Umgebindejoche, Obergeschoss-Fachwerk mit Ornament verschiefert, geschichtliche und landschaftsgestaltende Bedeutung | 09306810 |
|                                         | Wohnstallhaus (Umgebinde) und Seitengebäude eines Zweiseithofes | Blumenweg 3 (Karte)                                                                                 | 2. Hälfte 18. Jahrhundert | Wohnstallhaus Obergeschoss Fachwerk, verschiefert, Wirtschaftsgebäude in Holzkonstruktion, baugeschichtlich und wirtschaftsgeschichtlich von Bedeutung | 08962044 |
| Direkt Bild zu diesem Denkmal hochladen | Wohnhaus (Umgebinde) und Handschwengelpumpe | Blumenweg 4 (Karte)                                                                                 | Um 1850 (Wohnhaus); um 1900 (Pumpe) | Doppelstubenhaus, Obergeschoss Fachwerk, verschiefert, baugeschichtlich von Bedeutung, hölzerne Handschwengelpumpe kulturgeschichtlich von Bedeutung | 08962047 |
| Direkt Bild zu diesem Denkmal hochladen | Wohnhaus (Umgebinde), Scheune und Stallgebäude eines Dreiseithofes | Blumenweg 5 (Karte)                                                                                 | Bezeichnet mit 1769 | Wohnhaus Obergeschoss Fachwerk, zweifarbig verschiefert, Fachwerk-Scheune, in der Struktur erhaltener Waldhufenhof, wirtschaftsgeschichtlich und baugeschichtlich von Bedeutung | 08962045 |
| Direkt Bild zu diesem Denkmal hochladen | Wohnhaus (Umgebinde), Seitengebäude und Scheune eines Dreiseithofes | Blumenweg 7 (Karte)                                                                                 | 18. Jahrhundert (Seitengebäude); um 1800 (Wohnhaus) | In seiner Struktur erhaltener Dreiseithof, ortsbildprägender durch Hanglage, Wohnhaus Obergeschoss Fachwerk, verschiefert, teils zweifarbig, Stallscheune Sichtfachwerk-Obergeschoss mit einer Art Oberlaube, wirtschaftsgeschichtlich und baugeschichtlich von Bedeutung | 08962046 |
| Weitere Bilder                          | Wohnhaus (Umgebinde) und Einfriedung | Brückenweg 4 (Karte)                                                                                | 1. Hälfte 19. Jahrhundert | Doppelstubenhaus, Obergeschoss Fachwerk, zweifarbig verschiefert, baugeschichtlich von Bedeutung, Einfriedung mit Granitzaunpfeilern | 08961869 |
| Weitere Bilder                          | Wohnhaus (Umgebinde) | Brückenweg 6 (Karte)                                                                                | Um 1850 | Doppelstubenhaus, Obergeschoss Fachwerk, verschiefert, teils zweifarbig, baugeschichtlich von Bedeutung | 08961870 |
| Weitere Bilder                          | Wohnhaus (Umgebinde) (mit zwei Hausnummern) | Brückenweg 8, 10 (Karte)                                                                            | Um 1850 | Doppelstubenhaus, Obergeschoss Fachwerk, teils verbrettert oder verschiefert, baugeschichtlich von Bedeutung | 08961871 |
|                                         | Wohnhaus (Umgebinde) | Brückenweg 9 (Karte)                                                                                | 1. Hälfte 19. Jahrhundert | Doppelstubenhaus, Obergeschoss Fachwerk, zweifarbig verschiefert, baugeschichtlich von Bedeutung | 08961872 |
|                                         | Wohnhaus (Umgebinde) und Einfriedung | Brückenweg 11 (Karte)                                                                               | 18. Jahrhundert | Obergeschoss Fachwerk, verschiefert, teils zweifarbig, baugeschichtlich von Bedeutung, Einfriedung mit Granitzaunpfeilern | 08962049 |
| Weitere Bilder                          | Wohnhaus (Umgebinde) und Handschwengelpumpe | Brückenweg 12 (Karte)                                                                               | 1. Hälfte 19. Jahrhundert (Wohnhaus); um 1900 (Pumpe) | Doppelstubenhaus, Obergeschoss Fachwerk, zweifarbig verschiefert, baugeschichtlich von Bedeutung, Handschwengelpumpe mit Häuschen kulturgeschichtlich von Bedeutung | 08961876 |
| Direkt Bild zu diesem Denkmal hochladen | Wohnhaus (Umgebinde) | Brückenweg 13 (Karte)                                                                               | Bezeichnet mit 1789, womöglich älter | Doppelstubenhaus, Obergeschoss Fachwerk, zweifarbig verschiefert, aufwendig geformtes Umgebinde, baugeschichtlich von Bedeutung, Einfriedung mit Granitzaunpfeilern | 08962050 |
| Weitere Bilder                          | Wohnhaus (Umgebinde) | Brückenweg 14 (Karte)                                                                               | 18. Jahrhundert | Langständerbau, Doppelstubenhaus, Obergeschoss Fachwerk, teils verbrettert an den Giebelseiten, gehört zur älteren Generation der Häuser im Ort, ursprüngliche Konstruktion gut erhalten, baugeschichtlich von Bedeutung | 08961875 |
|                                         | Wohnhaus | Brückenweg 16 (Karte)                                                                               | 2. Hälfte 18. Jahrhundert | Obergeschoss Fachwerk, teils zweifarbig verschiefert, ortsbildprägende Lage, baugeschichtlich von Bedeutung | 08961877 |
| Weitere Bilder                          | Wohnhaus (Umgebinde) | Brückenweg 17 (Karte)                                                                               | 1. Hälfte 19. Jahrhundert | Doppelstubenhaus, Obergeschoss Fachwerk verschiefert, baugeschichtlich von Bedeutung | 08961874 |
|                                         | Steindeckerbrücke über das Cunnersdorfer Wasser | Brückenweg 17 (neben) (Karte)                                                                       | Bezeichnet mit 1860 | Ortstypische Granitplattenbrücke, baugeschichtlich von Bedeutung | 08961873 |
|                                         | Wohnhaus (Umgebinde) | Dammweg 2 (Karte)                                                                                   | 1. Hälfte 19. Jahrhundert | Obergeschoss Fachwerk, zweifarbig verschiefert, baugeschichtlich von Bedeutung | 08962051 |
|                                         | Wohnhaus (Umgebinde) auf Hakengrundriss | Dammweg 6 (Karte)                                                                                   | Bezeichnet mit 1847, womöglich älter | Doppelstubenhaus, Obergeschoss Fachwerk, teils zweifarbig verschiefert, Anbau unverkleidetes Fachwerk mit Eckstreben, baugeschichtlich von Bedeutung | 08962052 |
|                                         | Wohnhaus (Umgebinde) | Dammweg 8 (Karte)                                                                                   | 1. Hälfte 19. Jahrhundert | Doppelstubenhaus (Blockstuben zugemauert), Obergeschoss Fachwerk, teils verschiefert, durchgehende Schwelle, baugeschichtlich von Bedeutung | 08962053 |
|                                         | Wohnhaus (Umgebinde) | Eibauer Straße 6 (Karte)                                                                            | Um 1800 | Fachwerk-Obergeschoss, Gebäude nahezu vollständig verschiefert (auch das Umgebinde), baugeschichtlich von Bedeutung | 08962105 |
|                                         | Wohnhaus (Umgebinde) | Eibauer Straße 10 (Karte)                                                                           | 1. Hälfte 19. Jahrhundert | Einstöckiges Umgebindehaus, übriger Hausteil in Holzkonstruktion, baugeschichtlich von Bedeutung | 08962104 |
| Direkt Bild zu diesem Denkmal hochladen | Wohnhaus (Umgebinde) eines Bauernhofes, ohne massiven Anbau | Eibauer Straße 11 (Karte)                                                                           | Im Kern 18. Jahrhundert; bezeichnet mit 1850 | Obergeschoss Fachwerk, zweifarbig verschiefert, Giebel mit Sonnenmotiv, baugeschichtlich von Bedeutung | 08962103 |
| Direkt Bild zu diesem Denkmal hochladen | Wohnstallhaus (Umgebinde) mit Anbauten | Eibauer Straße 20 (Karte)                                                                           | Um 1800 | Obergeschoss Fachwerk mit Eckstreben, Giebel verbrettert; stark ortsbildprägend durch exponierte Lage, baugeschichtlich von Bedeutung | 08962102 |
| Direkt Bild zu diesem Denkmal hochladen | Wohnstallhaus (Umgebinde) mit Scheunenteil | Eibauer Straße 36 (Karte)                                                                           | Um 1800 | Mit Fachwerk-Obergeschoss, nahezu vollständig verbrettert, Scheunenteil erhalten, wirtschaftsgeschichtlich und baugeschichtlich von Bedeutung | 08962101 |
| Weitere Bilder                          | Wohnhaus (Umgebinde), ohne Anbau | Fabrikgasse 1 (Karte)                                                                               | Um 1850 | Doppelstubenhaus, Obergeschoss Fachwerk, zweifarbig verschiefert; ortsbildtypisches Haus, aufwendig gestaltetes Umgebinde, baugeschichtlich von Bedeutung | 08961910 |
|                                         | Wohnhaus (Umgebinde) mit Anbau | Fabrikgasse 4 (Karte)                                                                               | Ende 18. Jahrhundert | Obergeschoss Fachwerk, teils verbrettert, trotz einiger Veränderungen in ursprünglicher Konstruktion erhalten, baugeschichtlich von Bedeutung | 08962039 |
| Direkt Bild zu diesem Denkmal hochladen | Wohnhaus | Feldgasse 5 (Karte)                                                                                 | 2. Hälfte 19. Jahrhundert | Obergeschoss Fachwerk, zweifarbig verschiefert, mit Putzgliederung im Erdgeschoss, baugeschichtlich von Bedeutung | 08961885 |
| Direkt Bild zu diesem Denkmal hochladen | Wohnstallhaus (Umgebinde) eines Bauernhofes | Feldgasse 6 (Karte)                                                                                 | 1. Hälfte 19. Jahrhundert | Obergeschoss Fachwerk, verbrettert, Giebelfelder verschiefert, baugeschichtlich von Bedeutung | 08961884 |
|                                         | Denkmal zur Gründung der DDR | Hauptstraße (Ecke Bahnhofstraße, neben Hauptstraße 27) (Karte)                                      | Bezeichnet mit 1949/1950 | Inschrift mit Text der DDR-Nationalhymne, geschichtlich von Bedeutung | 08961881 |
|                                         | Wegestein | Hauptstraße (Ecke Kottmarsdorfer Straße, nahe Hauptstraße 27) (Karte)                               | 19. Jahrhundert | Verkehrsgeschichtlich von Bedeutung | 08961878 |
|                                         | Eisenbahnviadukt (Einzeldenkmal zu ID-Nr. 09302443) | Hauptstraße (zwischen Hauptstraße 34 und 36 sowie 23 und 25; km 50,7) (Karte)                       | 1848 | Einzeldenkmal der Sachgesamtheit Eisenbahn Löbau–Zittau; baugeschichtlich und verkehrsgeschichtlich von Bedeutung, sieben Bögen, Granitstein, Eckquaderung mit Anschwüngen, Lisenen, Brüstung mit Zinnen | 08961853 |
| Weitere Bilder                          | Wohnhaus (Umgebinde) | Hauptstraße 3 (Karte)                                                                               | 1. Hälfte 19. Jahrhundert, womöglich älter | Obergeschoss Fachwerk verschiefert, teils zweifarbig, baugeschichtlich von Bedeutung | 08961839 |
| Weitere Bilder                          | Wohnhaus (Umgebinde) über Hakengrundriss und Stützmauer | Hauptstraße 7 (Karte)                                                                               | 1. Hälfte 19. Jahrhundert | Doppelstubenhaus, Obergeschoss Fachwerk, zweifarbig verschiefert, baugeschichtlich von Bedeutung | 08961840 |
| Weitere Bilder                          | Wohnhaus (Umgebinde) | Hauptstraße 11 (Karte)                                                                              | Bezeichnet mit 1771, Kern älter | Doppelstubenhaus, Obergeschoss Fachwerk, verbrettert; älteste Generation der erhaltenen Holzbauweise im Ort, durchgehende Schwelle, baugeschichtlich von Bedeutung | 08961842 |
| Weitere Bilder                          | Wohnhaus (Umgebinde) | Hauptstraße 13 (Karte)                                                                              | Bezeichnet mit 1772 | Doppelstubenhaus, Obergeschoss Fachwerk, verbrettert, baugeschichtlich von Bedeutung | 08961847 |
| Weitere Bilder                          | Wohnhaus | Hauptstraße 14 (Karte)                                                                              | Um 1800 | Obergeschoss Fachwerk, teils zweifarbig ornamental verschiefert, teils fachwerksichtig, baugeschichtlich von Bedeutung | 08961841 |
|                                         | Wohnhaus (Umgebinde) | Hauptstraße 16 (Karte)                                                                              | Um 1850 | Doppelstubenhaus, Obergeschoss Fachwerk, an den Giebelseiten verbrettert oder verschiefert, im ursprünglichen Aussehen erhalten, baugeschichtlich von Bedeutung | 08961846 |
| Weitere Bilder                          | Wohnhaus (Umgebinde), ehemalige Rinnmühle | Hauptstraße 17 (Karte)                                                                              | 1770 laut kleiner Schrifttafel | Obergeschoss Fachwerk, zweifarbig verschiefert; heimatgeschichtlich und baugeschichtlich von Bedeutung | 08961849 |
|                                         | Handschwengelpumpe | Hauptstraße 21 (hinter), am Brückenweg (Karte)                                                      | Um 1900 | Handschwengelpumpe mit hölzerner Einhausung, kulturgeschichtlich von Bedeutung | 08961868 |
|                                         | Wohnhaus (Umgebinde) | Hauptstraße 23 (Karte)                                                                              | 1. Hälfte 19. Jahrhundert | Doppelstubenhaus, Obergeschoss Fachwerk, zweifarbig ornamental verschiefert, baugeschichtlich von Bedeutung | 08961855 |
| Weitere Bilder                          | Wohnhaus (Umgebinde) mit Anbau | Hauptstraße 25 (Karte)                                                                              | Mitte 19. Jahrhundert | Vollständig zweifarbig verschiefert (auch Umgebinde), hinterer Flügel Sichtfachwerk, baugeschichtlich von Bedeutung | 08961856 |
| Weitere Bilder                          | Pfarrhaus (Umgebinde) und Seitengebäude sowie Einfriedung | Hauptstraße 27 (Karte)                                                                              | Bezeichnet mit 1790 | Stattliches Pfarrhaus, Obergeschoss Fachwerk, zweifarbig verschiefert, schönes barockes Korbbogenportal, Seitengebäude Obergeschoss Fachwerk (teils verbrettert, teils fachwerksichtig), ortshistorisch und baugeschichtlich von Interesse, Einfriedung mit Zaunspfeilern | 08961880 |
| Weitere Bilder                          | Wohnhaus (Umgebinde) | Hauptstraße 28 (Karte)                                                                              | Um 1850 | Obergeschoss Fachwerk, verschiefert mit Sonnenmotiv, Umgebinde mit profilierten Säulen, baugeschichtlich von Bedeutung | 08961850 |
| Weitere Bilder                          | Wohnhaus (Umgebinde) | Hauptstraße 30 (Karte)                                                                              | 1. Hälfte 19. Jahrhundert | Doppelstubenhaus, Obergeschoss zweifarbig verschiefert, baugeschichtlich von Bedeutung | 08961851 |
| Weitere Bilder                          | Wohnhaus (Umgebinde) mit anschließendem Seitengebäude sowie Einfriedung | Hauptstraße 31 (Karte)                                                                              | Bezeichnet mit 1823 | Obergeschoss Fachwerk, verschiefert, Umgebinde mit profilierten Säulen, Korbbogenportal, baugeschichtlich von Bedeutung, Einfriedung mit Granitzaunpfeilern | 08961895 |
| Weitere Bilder                          | Wohnhaus (Umgebinde) | Hauptstraße 32 (Karte)                                                                              | 18. Jahrhundert, mehrmals überformt | Obergeschoss Fachwerk, zweifarbig verschiefert, baugeschichtlich von Bedeutung | 08961852 |
| Weitere Bilder                          | Wohnhaus (Umgebinde) | Hauptstraße 33 (Karte)                                                                              | 18. Jahrhundert | Doppelstubenhaus, Obergeschoss Fachwerk überwiegend verschiefert, teils zweifarbig, aufwendig gestaltetes Umgebinde, baugeschichtlich von Bedeutung | 08961886 |
|                                         | Wohnhaus (Umgebinde) | Hauptstraße 34 (Karte)                                                                              | Um 1850 | Obergeschoss Fachwerk, zweifarbig verschiefert, baugeschichtlich von Bedeutung | 08961854 |
| Weitere Bilder                          | Wohnhaus (Umgebinde) | Hauptstraße 35 (Karte)                                                                              | Um 1800 | Obergeschoss Fachwerk, Giebel verschiefert, baugeschichtlich von Bedeutung | 08961887 |
| Direkt Bild zu diesem Denkmal hochladen | Bauernhof mit Wohnstallhaus (Umgebinde), zwei aneinandergebaute Seitengebäude und Steintrog | Hauptstraße 39 (Karte)                                                                              | Vor 1800 | Wohnhaus Obergeschoss verbrettert, Gartenseite mit Eckstreben, Umgebinde mit profilierten Säulen, schönes Korbbogenportal, Wirtschaftsgebäude in Fachwerkbauweise, wirtschaftsgeschichtlich und baugeschichtlich von Bedeutung | 08961898 |
|                                         | Wohnhaus (Umgebinde) | Hauptstraße 40 (Karte)                                                                              | Bezeichnet mit 1776 | Obergeschoss Fachwerk, an den Giebelseiten verbrettert, baugeschichtlich von Bedeutung | 08961857 |
| Weitere Bilder                          | Wohnhaus, baulich mit Nr. 43 verbunden | Hauptstraße 41 (Karte)                                                                              | Vor 1800 | Obergeschoss Fachwerk, zweifarbig verschiefert, baugeschichtlich von Bedeutung | 08961919 |
|                                         | Handschwengelpumpe | Hauptstraße 42 (vor) (Karte)                                                                        | Um 1900 | Hölzerne Handschwengelpumpe mit Einhausung, kulturgeschichtlich von Bedeutung | 08961858 |
| Weitere Bilder                          | Wohnhaus, baulich verbunden mit Nr. 41 | Hauptstraße 43 (Karte)                                                                              | Vor 1800 | Obergeschoss Fachwerk, Traufseite und Giebel zweifarbig verschiefert, Giebelseite verbrettert, baugeschichtlich von Bedeutung | 08961918 |
| Weitere Bilder                          | Wohnhaus (Umgebinde) | Hauptstraße 44 (Karte)                                                                              | 1. Hälfte 19. Jahrhundert | Obergeschoss Fachwerk, zweifarbig verschiefert, baugeschichtlich von Bedeutung | 08961859 |
| Weitere Bilder                          | Wohnhaus (Umgebinde) mit winkelförmigem Anbau, ehemalige Postexpedition | Hauptstraße 45 (Karte)                                                                              | Bezeichnet mit 1802, im Kern älter | Obergeschoss Fachwerk, zweifarbig verschiefert, schönes Korbbogenportal, im Anbau Vorlaube und im Obergeschoss 2. Blockstube (Seltenheitswert), ortshistorisch und baugeschichtlich von Bedeutung, seit 1850 Postexpedition | 08961916 |
| Weitere Bilder                          | Wohnhaus (Umgebinde) | Hauptstraße 46 (Karte)                                                                              | 18. Jahrhundert | Obergeschoss Fachwerk, zweifarbig verschiefert, baugeschichtlich von Bedeutung | 08961860 |
| Weitere Bilder                          | Wohnhaus (Umgebinde) | Hauptstraße 47 (Karte)                                                                              | 18. Jahrhundert | Obergeschoss Fachwerk, zweifarbig verschiefert, baugeschichtlich von Bedeutung | 08961915 |
|                                         | Villa mit Garten, Wasserbecken, Pavillon, Remise und Einfriedung | Hauptstraße 48 (Karte)                                                                              | Um 1900 | Klinkerbau mit Schmuckelementen im Stil des Historismus und im Schweizerstil, im Ort singulär, baugeschichtlich von Bedeutung, prächtiger Gartenpavillon | 08961879 |
| Weitere Bilder                          | Wohnhaus (Umgebinde), baulich verbunden mit Nr. 51 | Hauptstraße 49 (Karte)                                                                              | Um 1800 | Obergeschoss Fachwerk, verschiefert, traufseitig zweifarbig, baugeschichtlich von Bedeutung | 08961920 |
| Weitere Bilder                          | Wohnhaus (Umgebinde), baulich verbunden mit Nr. 49 | Hauptstraße 51 (Karte)                                                                              | Um 1800 | Obergeschoss Fachwerk, zweifarbig verschiefert, baugeschichtlich von Bedeutung | 08961921 |
|                                         | Wohnhaus (Umgebinde) ohne Anbau, baulich verbunden mit Nr. 54 | Hauptstraße 52 (Karte)                                                                              | Vor 1800 | Obergeschoss Fachwerk, an der Giebelseite verbrettert, baugeschichtlich von Bedeutung | 08961882 |
| Weitere Bilder                          | Wohnhaus (Umgebinde) | Hauptstraße 56 (Karte)                                                                              | Um 1800 | Doppelstubenhaus, Obergeschoss Fachwerk, verbrettert, baugeschichtlich von Bedeutung | 08961883 |
| Weitere Bilder                          | Wohnhaus (Umgebinde) und Scheune sowie Einfriedung | Hauptstraße 57 (Karte)                                                                              | 1. Hälfte 19. Jahrhundert | Obergeschoss Fachwerk, zweifarbig verschiefert, Umgebinde mit profilierten Säulen, Korbbogenportal, kleine Fachwerkscheune, baugeschichtlich von Bedeutung, Einfriedung mit Granitzaunpfeilern | 08961911 |
| Direkt Bild zu diesem Denkmal hochladen | Handschwengelpumpe | Hauptstraße 57 (bei) (Karte)                                                                        | Um 1900 | Hölzerne Handschwengelpumpe mit Einhausung, kulturgeschichtlich von Bedeutung | 08962037 |
|                                         | Wohnhaus (Umgebinde) | Hauptstraße 58 (Karte)                                                                              | 18. Jahrhundert | Obergeschoss Fachwerk, verschiefert, baugeschichtlich von Bedeutung | 08961900 |
| Direkt Bild zu diesem Denkmal hochladen | Villa mit Garten und Einfriedung | Hauptstraße 59 (Karte)                                                                              | Um 1900, Umbau bezeichnet mit 1912 | Villa im historistischen Stil mit Klinkerfassade und einigem Dekor, baugeschichtlich von Bedeutung | 08961924 |
| Weitere Bilder                          | Wohnhaus (Umgebinde) | Hauptstraße 60 (Karte)                                                                              | Bezeichnet mit 1783 | Obergeschoss Fachwerk mit Beistrich, Giebelseiten und rückseitige Traufseite verschiefert, baugeschichtlich von Bedeutung | 08961899 |
| Weitere Bilder                          | Wohnhaus (Umgebinde) über Hakengrundriss | Hauptstraße 63 (Karte)                                                                              | 1. Hälfte 19. Jahrhundert | Obergeschoss Fachwerk, zweifarbig verschiefert oder verbrettert, Umgebinde mit profilierten Säulen, baugeschichtlich von Bedeutung | 08961925 |
| Weitere Bilder                          | Wohnhaus (Umgebinde) ohne Anbau, ehemaliges Armenhaus, und Einfriedung | Hauptstraße 64 (Karte)                                                                              | Um 1800 | Doppelstubenhaus, Obergeschoss Fachwerk, zweifarbig verschiefert, ortshistorisch und baugeschichtlich von Interesse, Einfriedung mit Granitzaunpfeilern | 08961917 |
| Weitere Bilder                          | Wohnhaus (Umgebinde, ehemaliges Faktorenhaus/Brennerei) über Hakengrundriss, Seitengebäude (Umgebinde), Gartenpavillon und Granittrog, davor Bogenbrücke über das Cunnersdorfer Wasser zum Grundstück                                                       | Hauptstraße 65 (Karte)                                                                              | Ursprünglich 18. Jahrhundert (Seitengebäude); bezeichnet mit 1880, vermutlich älter (Wohnhaus)                                                                 | Wohnhaus Obergeschoss Fachwerk, verschiefert, Anbau mit 2. Blockstube im Obergeschoss (Seltenheitswert), Seitengebäude Obergeschoss Fachwerk, ortshistorisch und baugeschichtlich von Interesse | 08961929 |
| Direkt Bild zu diesem Denkmal hochladen | Wohnhaus (Umgebinde), baulich verbunden mit Nr. 68 | Hauptstraße 66 (Karte)                                                                              | 18. Jahrhundert | Obergeschoss Fachwerk, verschiefert, Traufseite zweifarbig, baugeschichtlich von Bedeutung | 08961922 |
|                                         | Wohnhaus | Hauptstraße 67 (Karte)                                                                              | Um 1800 | Obergeschoss Fachwerk, zweifarbig verschiefert, baugeschichtlich von Bedeutung | 08961935 |
| Direkt Bild zu diesem Denkmal hochladen | Wohnhaus (Umgebinde) mit Seitenflügel (Umgebinde), baulich verbunden mit Nr. 66 | Hauptstraße 68 (Karte)                                                                              | Um 1800 | Doppelstubenhaus, Obergeschoss Fachwerk, zweifarbig verschiefert, baugeschichtlich von Bedeutung | 08961923 |
| Direkt Bild zu diesem Denkmal hochladen | Wohnhaus über Hakengrundriss | Hauptstraße 71 (Karte)                                                                              | 18. Jahrhundert | Obergeschoss Fachwerk, verkleidet, alte Konstruktion im Wesentlichen erhalten, baugeschichtlich von Bedeutung | 08961936 |
| Weitere Bilder                          | Wohnhaus (Umgebinde) | Hauptstraße 72 (Karte)                                                                              | Um 1800 | Obergeschoss Fachwerk, verkleidet, mit Korbbogenportal, baugeschichtlich von Bedeutung | 08961926 |
| Direkt Bild zu diesem Denkmal hochladen | Wohnhaus (Umgebinde) | Hauptstraße 74 (Karte)                                                                              | 18. Jahrhundert | Doppelstubenhaus, Obergeschoss Fachwerk, zweifarbig verschiefert, Umgebinde mit profilierten Säulen, baugeschichtlich von Bedeutung | 08961927 |
| Weitere Bilder                          | Wohnhaus (Umgebinde) ohne Anbau | Hauptstraße 76 (Karte)                                                                              | Um 1850 | Doppelstubenhaus, Obergeschoss Fachwerk, zweifarbig verschiefert, baugeschichtlich von Bedeutung | 08961928 |
|                                         | Wohnhaus (Umgebinde) | Hauptstraße 78 (Karte)                                                                              | 18. Jahrhundert, Umbau bezeichnet mit 1885 | Stattliches Wohnhaus mit Korbbogenportal, Obergeschoss Fachwerk, giebel- und rückseitig verschiefert, ortshistorisch und baugeschichtlich von Interesse, ehemalige Färberei | 08961930 |
| Weitere Bilder                          | Wohnhaus (Umgebinde) | Hauptstraße 80 (Karte)                                                                              | 1. Hälfte 19. Jahrhundert, Kern womöglich älter | Doppelstubenhaus, Obergeschoss Fachwerk, zweifarbig verschiefert, Umgebinde mit profilierten Säulen, baugeschichtlich von Bedeutung | 08961931 |
| Direkt Bild zu diesem Denkmal hochladen | Wohnhaus (Umgebinde) ohne rückseitigen Anbau | Hauptstraße 83 (Karte)                                                                              | 1. Hälfte 19. Jahrhundert | Doppelstubenhaus, Obergeschoss Fachwerk, zweifarbig ornamental verschiefert, baugeschichtlich von Bedeutung | 08961941 |
| Weitere Bilder                          | Wohnstallhaus (Umgebinde) und Stallscheune eines Zweiseithofes sowie Granitbank und Einfriedung | Hauptstraße 84 (Karte)                                                                              | Laut Auskunft um 1750 | Stattliches Wohnstallhaus mit Korbbogenportal, Obergeschoss Fachwerk, Stallscheune Fachwerk (teils verbrettert, teils fachwerksichtig), wirtschaftsgeschichtlich und baugeschichtlich von Bedeutung, Einfriedung mit Granitzaunpfeilern | 08961932 |
| Direkt Bild zu diesem Denkmal hochladen | Wohnhaus | Hauptstraße 85 (Karte)                                                                              | 1. Hälfte 19. Jahrhundert | Obergeschoss Fachwerk, zweifarbig verschiefert, baugeschichtlich von Bedeutung | 08961956 |
| Weitere Bilder                          | Wohnhaus (Umgebinde) | Hauptstraße 86 (Karte)                                                                              | Laut Auskunft 1734 | Ursprünglicher Langständerbau, Doppelstubenhaus, Obergeschoss Fachwerk, zweifarbig ornamental verschiefert, Umgebinde mit profilierten Säulen, an ortsbildprägender Stelle, baugeschichtlich von Bedeutung | 08961933 |
| Weitere Bilder                          | Wohnhaus (Umgebinde) und Einfriedung | Hauptstraße 87 (Karte)                                                                              | Um 1850 | Doppelstubenhaus, Obergeschoss Fachwerk, zweifarbig verschiefert, baugeschichtlich von Bedeutung, Einfriedung mit Granitzaunpfeilern | 08961958 |
| Weitere Bilder                          | Wohnhaus (Umgebinde) | Hauptstraße 89 (Karte)                                                                              | 18. Jahrhundert | Obergeschoss Fachwerk, zweifarbig ornamental verschiefert, baugeschichtlich von Bedeutung | 08961959 |
| Weitere Bilder                          | Wohnhaus (Umgebinde) | Hauptstraße 90 (Karte)                                                                              | Um 1850 | Obergeschoss Fachwerk, verschiefert, Straßenseite zweifarbig, baugeschichtlich von Bedeutung | 08961957 |
|                                         | Wohnhaus (Umgebinde) | Hauptstraße 91 (Karte)                                                                              | Um 1800 | Doppelstubenhaus, Obergeschoss Fachwerk, zweifarbig verschiefert, aufwendig gestaltetes Umgebinde, baugeschichtlich von Bedeutung | 08961960 |
| Direkt Bild zu diesem Denkmal hochladen | Wohnhaus (Umgebinde), baulich verbunden mit Nr. 94 | Hauptstraße 92 (Karte)                                                                              | Um 1800, Kern womöglich älter | Obergeschoss Fachwerk, zweifarbig ornamental verschiefert, baugeschichtlich von Bedeutung | 08961961 |
| Direkt Bild zu diesem Denkmal hochladen | Wohnhaus, baulich verbunden mit Nr. 93 | Hauptstraße 95 (Karte)                                                                              | 18. Jahrhundert | Obergeschoss Fachwerk, zweifarbig verschiefert, steiles Satteldach, baugeschichtlich von Bedeutung | 08962031 |
| Direkt Bild zu diesem Denkmal hochladen | Wohnhaus, baulich verbunden mit Nr. 98 | Hauptstraße 96 (Karte)                                                                              | 18. Jahrhundert | Obergeschoss Fachwerk, zweifarbig verschiefert, baugeschichtlich von Bedeutung | 08961965 |
| Direkt Bild zu diesem Denkmal hochladen | Wohnhaus, ohne Anbau | Hauptstraße 97 (Karte)                                                                              | 1. Hälfte 19. Jahrhundert | Obergeschoss Fachwerk, Giebelseite zweifarbig verschiefert, baugeschichtlich von Bedeutung | 08962032 |
| Weitere Bilder                          | Wohnhaus (Umgebinde) und Einfriedung | Hauptstraße 99 (Karte)                                                                              | Bezeichnet mit 1795 | Obergeschoss Fachwerk, zweifarbig verschiefert, baugeschichtlich von Bedeutung, Einfriedung mit Granitzaunpfeilern | 08962034 |
| Weitere Bilder                          | Wohnhaus (Umgebinde) | Hauptstraße 101 (Karte)                                                                             | Um 1800 | Obergeschoss Fachwerk, zweifarbig verschiefert, Umgebinde mit profilierten Säulen, baugeschichtlich von Bedeutung | 08962033 |
| Direkt Bild zu diesem Denkmal hochladen | Wohnhaus (Umgebinde), baulich verbunden mit Nr. 104 | Hauptstraße 102 (Karte)                                                                             | 17. Jahrhundert | Obergeschoss Fachwerk, Giebelseite verschiefert, gehört wohl der ältesten Generation hier noch existierender Holzbauweise an, baugeschichtlich von Bedeutung | 08961967 |
| Weitere Bilder                          | Wohnstallhaus (Umgebinde) mit Anbau, vermutlich ehemaliges Faktorenhaus, hofartig anschließende Seitengebäude über Hakengrundriss und Einfriedung | Hauptstraße 103 (Karte)                                                                             | 18. Jahrhundert (Wohnstallhaus); 19. Jahrhundert (Seitengebäude)                                                                                               | Stattliches Wohnstallhaus mit schönem Korbbogenportal, Obergeschoss Fachwerk, verschiefert, Seitengebäude in Fachwerkbauweise, wirtschaftsgeschichtlich und baugeschichtlich von Bedeutung, Einfriedung mit Granitzaunpfeilern | 08961989 |
| Direkt Bild zu diesem Denkmal hochladen | Wohnhaus (Umgebinde), baulich verbunden mit Nr. 102 | Hauptstraße 104 (Karte)                                                                             | 18. Jahrhundert | Obergeschoss Fachwerk, zum Teil verschiefert, baugeschichtlich von Bedeutung | 08961968 |
| Direkt Bild zu diesem Denkmal hochladen | Handschwengelpumpe | Hauptstraße 104 (gegenüber), neben Nr. 93 (Karte)                                                   | Um 1900 | Hölzerne Handschwengelpumpe, kulturgeschichtlich von Bedeutung | 08961974 |
| Weitere Bilder                          | Wohnhaus (Umgebinde) mit Wirtschaftsteil | Hauptstraße 105 (Karte)                                                                             | 1. Hälfte 18. Jahrhundert | Obergeschoss Fachwerk mit Oberlaube, verschiefert, Giebelseite zweifarbig, baugeschichtlich von Bedeutung | 08961985 |
| Weitere Bilder                          | Wohnhaus (Umgebinde) und Einfriedung | Hauptstraße 106 (Karte)                                                                             | Um 1850 | Doppelstubenhaus, Obergeschoss Fachwerk, zweifarbig verschiefert, baugeschichtlich von Bedeutung, Einfriedung mit Granitzaunpfeilern | 08962030 |
| Direkt Bild zu diesem Denkmal hochladen | Wohnhaus (Umgebinde) | Hauptstraße 107 (Karte)                                                                             | 1. Hälfte 18. Jahrhundert | Obergeschoss Fachwerk, verschiefert, baugeschichtlich von Bedeutung | 08962004 |
| Weitere Bilder                          | Wohnhaus, baulich verbunden mit Nr. 110 | Hauptstraße 108 (Karte)                                                                             | Mitte 18. Jahrhundert, womöglich älter | Obergeschoss Fachwerk, verschiefert, Giebel verbrettert, Mansarddach, baugeschichtlich von Bedeutung | 08962035 |
| Direkt Bild zu diesem Denkmal hochladen | Wohnhaus (Umgebinde) und Einfriedung | Hauptstraße 109 (Karte)                                                                             | Um 1800 | Obergeschoss Fachwerk, teils verbrettert, östlicher Giebel zweifarbig verschiefert, baugeschichtlich von Bedeutung, Einfriedung mit Granitzaunpfeilern | 08962006 |
|                                         | Ehemaliges Spritzenhaus, an der Giebelseite Gedenktafel für Gefallene des Ersten Weltkrieges | Hauptstraße 109 (gegenüber), neben Nr. 116 (Karte)                                                  | Um 1880 (Spritzenhaus); nach 1918 (Gedenktafel) | Kleines Gebäude (mittleres von ehemals drei Spritzenhäusern) mit zwei Toren, ortshistorisch von Interesse | 08962005 |
| Weitere Bilder                          | Wohnhaus (Umgebinde), baulich verbunden mit Nr. 108, und Einfriedung | Hauptstraße 110 (Karte)                                                                             | Um 1850 | Obergeschoss Fachwerk, zweifarbig verschiefert, Umgebinde mit profilierten Säulen, Korbbogenportal, baugeschichtlich von Bedeutung, Einfriedung mit Granitzaunpfeilern | 08962036 |
| Direkt Bild zu diesem Denkmal hochladen | Wohnhaus (Umgebinde) ohne Anbau | Hauptstraße 111 (Karte)                                                                             | 1776 laut Auskunft | Obergeschoss Fachwerk, verschiefert mit Sonnenmotiven, baugeschichtlich von Bedeutung | 08962007 |
| Weitere Bilder                          | Wohnhaus (Umgebinde) und Hinterhaus | Hauptstraße 112 (Karte)                                                                             | 1. Drittel 18. Jahrhundert (Nebengebäude); um 1800 (Wohnhaus)                                                                                                  | Wohnhaus Obergeschoss Fachwerk, zweifarbig verschiefert, schönes Korbbogenportal, Hinterhaus Erdgeschoss Fachwerk mit V-Streben, Obergeschoss regelmäßiges Fachwerk, zum Teil verbrettert, baugeschichtlich von Bedeutung | 08961986 |
| Direkt Bild zu diesem Denkmal hochladen | Ehemalige Schule | Hauptstraße 114 (Karte)                                                                             | Um 1895 | Stattlicher zweigeschossiger Putzbau im Stil des Historismus, betonter Mittelrisalit, ortshistorisch und baugeschichtlich von Interesse | 08961984 |
| Direkt Bild zu diesem Denkmal hochladen | Wohnhaus | Hauptstraße 115 (Karte)                                                                             | Um 1800 | Obergeschoss Fachwerk, verschiefert, Traufseite mit Sonnenmotiven und Kreuz, Anker, Herz (Glaube, Liebe, Hoffnung), Giebelseiten zweifarbig verschiefert, baugeschichtlich von Bedeutung | 08962012 |
| Weitere Bilder                          | Gasthof (Umgebinde), ohne Anbau | Hauptstraße 116 (Karte)                                                                             | 1. Hälfte 19. Jahrhundert | Doppelstubenhaus, Obergeschoss Fachwerk mit Eckstreben, Giebel zweifarbig verschiefert, Umgebinde mit profilierten Säulen, schönes Korbbogenportal, baugeschichtlich von Bedeutung | 08961990 |
| Weitere Bilder                          | Wohnhaus (Umgebinde) | Hauptstraße 117 (Karte)                                                                             | Um 1800 | Obergeschoss Fachwerk, zweifarbig verschiefert, baugeschichtlich von Bedeutung | 08962013 |
| Direkt Bild zu diesem Denkmal hochladen | Wohnhaus, baulich verbunden mit Nr. 121 | Hauptstraße 119 (Karte)                                                                             | Um 1800 | Obergeschoss Fachwerk, verschiefert, teils zweifarbig, baugeschichtlich von Bedeutung | 08962025 |
| Weitere Bilder                          | Wohnhaus (Umgebinde) | Hauptstraße 120 (Karte)                                                                             | 18. Jahrhundert | Obergeschoss Fachwerk mit Eckstreben, Giebelseiten verschiefert, baugeschichtlich von Bedeutung | 08962008 |
| Direkt Bild zu diesem Denkmal hochladen | Wohnhaus (Umgebinde), baulich verbunden mit Nr. 119 | Hauptstraße 121 (Karte)                                                                             | 18. Jahrhundert | Obergeschoss Fachwerk, zweifarbig verschiefert, Umgebinde ebenfalls verschiefert, baugeschichtlich von Bedeutung | 08962001 |
|                                         | Wohnhaus (Umgebinde), baulich verbunden mit Nr. 124 | Hauptstraße 122 (Karte)                                                                             | Um 1800 | Obergeschoss Fachwerk, zweifarbig verschiefert, durch das Haus Nr. 124 in der Konstruktion beeinträchtigt, baugeschichtlich von Bedeutung | 08962009 |
| Direkt Bild zu diesem Denkmal hochladen | Wohnhaus (Umgebinde) | Hauptstraße 123 (Karte)                                                                             | 18. Jahrhundert | Obergeschoss Fachwerk, zweifarbig verschiefert, baugeschichtlich von Bedeutung | 08961998 |
| Weitere Bilder                          | Wohnhaus (Umgebinde) | Hauptstraße 127 (Karte)                                                                             | Um 1800 | Doppelstubenhaus, vollständig zweifarbig verschiefert, baugeschichtlich von Bedeutung | 08962000 |
| Weitere Bilder                          | Wohnhaus (Umgebinde) | Hauptstraße 128 (Karte)                                                                             | 1. Hälfte 19. Jahrhundert | Obergeschoss Fachwerk, verschiefert, überwiegend zweifarbig, baugeschichtlich von Bedeutung | 08962010 |
| Weitere Bilder                          | Wohnhaus (Umgebinde) mit zwei Anbauten, baulich verbunden mit Nr. 131 | Hauptstraße 129 (Karte)                                                                             | Bezeichnet mit 1823 | Zur Straße Vorlaube, vollständig verkleidet, baugeschichtlich von Bedeutung | 08962018 |
| Weitere Bilder                          | Wohnhaus (Umgebinde), baulich verbunden mit Nr. 129, und Einfriedung | Hauptstraße 131 (Karte)                                                                             | Bezeichnet mit 1829, vermutlich älter | Doppelstubenhaus, Obergeschoss Fachwerk, zweifarbig verschiefert, aufwendig gestaltetes Umgebinde, baugeschichtlich von Bedeutung, Einfriedung mit Granitzaunpfeilern | 08962019 |
| Weitere Bilder                          | Wohnhaus (Umgebinde) | Hauptstraße 132 (Karte)                                                                             | Um 1800 | Doppelstubenhaus, Obergeschoss Fachwerk, verbrettert, baugeschichtlich von Bedeutung | 08962011 |
| Weitere Bilder                          | Wohnhaus (Umgebinde) | Hauptstraße 133 (Karte)                                                                             | Bezeichnet mit 1831 | Stattliches Umgebindehaus mit schönem Türstock, Obergeschoss Fachwerk, zweifarbig verschiefert, baugeschichtlich von Bedeutung | 08962023 |
| Weitere Bilder                          | Wohnhaus (Umgebinde) | Hauptstraße 134 (Karte)                                                                             | Um 1850 | Obergeschoss Fachwerk zweifarbig verschiefert, Umgebinde ebenfalls verschiefert, baugeschichtlich von Bedeutung | 08962014 |
| Direkt Bild zu diesem Denkmal hochladen | Wohnhaus (Umgebinde) ohne Anbau | Hauptstraße 136 (Karte)                                                                             | 18. Jahrhundert | Doppelstubenhaus, Obergeschoss Fachwerk, Zierverbretterung und giebelseitig zweifarbig verschiefert, baugeschichtlich von Bedeutung | 08962003 |
|                                         | Wohnhaus (Umgebinde), baulich verbunden mit Nr. 139 | Hauptstraße 137 (Karte)                                                                             | Um 1800 | Doppelstubenhaus, Obergeschoss Fachwerk, verbrettert, gemeinsamer Dachstuhl mit Nr. 139, baugeschichtlich von Bedeutung | 08962078 |
| Weitere Bilder                          | Wohnhaus (Umgebinde) und Einfriedung | Hauptstraße 138 (Karte)                                                                             | 1. Hälfte 19. Jahrhundert | Doppelstubenhaus, Obergeschoss Fachwerk, zweifarbig verschiefert, baugeschichtlich von Bedeutung, Einfriedung mit Granitzaunpfeilern | 08962002 |
| Weitere Bilder                          | Wohnhaus (Umgebinde), baulich verbunden mit Nr. 137 | Hauptstraße 139 (Karte)                                                                             | Um 1800 | Obergeschoss Fachwerk, verbrettert, gemeinsamer Dachstuhl mit Nr. 137, baugeschichtlich von Bedeutung | 08962079 |
| Direkt Bild zu diesem Denkmal hochladen | Wohnhaus (Umgebinde) | Hauptstraße 140 (Karte)                                                                             | 1. Hälfte 19. Jahrhundert | Obergeschoss Fachwerk, verbrettert, baugeschichtlich von Bedeutung | 08962026 |
|                                         | Wohnhaus (Umgebinde) | Hauptstraße 142 (Karte)                                                                             | 1. Hälfte 19. Jahrhundert | Obergeschoss Fachwerk, verbrettert, baugeschichtlich von Bedeutung | 08962015 |
| Direkt Bild zu diesem Denkmal hochladen | Wohnhaus eines ehemaligen Zweiseithofes | Hauptstraße 144 (Karte)                                                                             | 18. Jahrhundert | Obergeschoss Fachwerk, verschiefert und verkleidet, baugeschichtlich von Bedeutung | 08962017 |
| Weitere Bilder                          | Wohnhaus (Umgebinde) | Hauptstraße 149 (Karte)                                                                             | 1. Hälfte 19. Jahrhundert | Obergeschoss Fachwerk, zweifarbig verschiefert, baugeschichtlich von Bedeutung | 08962085 |
| Direkt Bild zu diesem Denkmal hochladen | Wohnhaus | Hauptstraße 150 (Karte)                                                                             | Um 1800 | Obergeschoss Fachwerk, zweifarbig verschiefert, trotz Veränderungen im Charakter erhalten, baugeschichtlich von Bedeutung | 08962022 |
| Weitere Bilder                          | Wohnhaus (Umgebinde) | Hauptstraße 151 (Karte)                                                                             | 1. Hälfte 19. Jahrhundert | Einstöckiges Umgebindehaus mit Dachhecht, zum Teil zweifarbig verschiefert, sozialgeschichtlich und baugeschichtlich von Bedeutung | 08962086 |
| Weitere Bilder                          | Wohnhaus (Umgebinde) ohne rückwärtigen Anbau, und Einfriedung | Hauptstraße 152 (Karte)                                                                             | Um 1800 | Obergeschoss Fachwerk, zweifarbig verschiefert, baugeschichtlich von Bedeutung, Einfriedung als schmiedeeiserner Zaun | 08962020 |
| Weitere Bilder                          | Wohnhaus (Umgebinde) | Hauptstraße 153 (Karte)                                                                             | Um 1850 | Obergeschoss Fachwerk, verschiefert, Umgebinde mit profilierten Säulen, ausgesprochen schönes Korbbogenportal mit geschnitzter Tür, künstlerisch und baugeschichtlich von Bedeutung | 08962088 |
|                                         | Wohnhaus (Umgebinde) | Hauptstraße 155 (Karte)                                                                             | 2. Hälfte 19. Jahrhundert | Obergeschoss Fachwerk, zweifarbig verschiefert, aufwendig gestaltetes Umgebinde, baugeschichtlich von Bedeutung | 08962089 |
| Weitere Bilder                          | Wohnhaus (Umgebinde) mit rückwärtigem Anbau | Hauptstraße 156 (Karte)                                                                             | 1. Hälfte 19. Jahrhundert, Kern älter | Obergeschoss Fachwerk, verschiefert; ehemaliges Verlegerhaus, orts- und baugeschichtlich von Bedeutung | 08962024 |
| Weitere Bilder                          | Wohnhaus (Umgebinde) | Hauptstraße 157 (Karte)                                                                             | 1. Hälfte 19. Jahrhundert | Obergeschoss Fachwerk, zweifarbig verschiefert, Umgebinde ebenfalls verschiefert, baugeschichtlich von Bedeutung | 08962090 |
| Weitere Bilder                          | Wohnhaus (Umgebinde) | Hauptstraße 161 (Karte)                                                                             | 2. Hälfte 19. Jahrhundert | Obergeschoss Fachwerk, teils zweifarbig verschiefert, Umgebinde mit profilierten Säulen, schöner Türstock, baugeschichtlich von Bedeutung | 08962093 |
| Weitere Bilder                          | Wohnhaus (Umgebinde) ohne Anbauten | Hauptstraße 162 (Karte)                                                                             | Um 1850 | Obergeschoss Fachwerk mit Verbretterung, Korbbogenportal, baugeschichtlich von Bedeutung | 08962080 |
| Weitere Bilder                          | Wohnhaus (Umgebinde) | Hauptstraße 163 (Karte)                                                                             | 2. Hälfte 19. Jahrhundert | Obergeschoss Fachwerk, verschiefert, Umgebinde mit profilierten Säulen, baugeschichtlich von Bedeutung | 08962092 |
| Weitere Bilder                          | Wohnstallhaus (Umgebinde) eines Bauernhofes | Hauptstraße 164 (Karte)                                                                             | Um 1850 | Stattliches Gebäude, Obergeschoss Fachwerk, Giebelseite verbrettert, Giebelfeld verschiefert mit Sonnenmotiv, baugeschichtlich von Bedeutung | 08962081 |
| Weitere Bilder                          | Wohnhaus (Umgebinde) | Hauptstraße 167 (Karte)                                                                             | 2. Hälfte 19. Jahrhundert | Obergeschoss Fachwerk, aufwendig gestaltetes Umgebinde, baugeschichtlich von Bedeutung | 08962095 |
|                                         | Wohnhaus (Umgebinde) | Hauptstraße 168 (Karte)                                                                             | Um 1900 | Obergeschoss Fachwerk, zweifarbig verschiefert, Umgebinde ebenfalls verschiefert, baugeschichtlich von Bedeutung | 08962082 |
| Weitere Bilder                          | Wohnhaus (Umgebinde) | Hauptstraße 169 (Karte)                                                                             | Bezeichnet mit 1784, wahrscheinlich älter | Obergeschoss Fachwerk (Kreuzstreben), Giebel verbrettert, mit Segmentbogenportal, baugeschichtlich von Bedeutung | 08962096 |
| Weitere Bilder                          | Wohnstallhaus (Umgebinde) mit Anbau, Seitengebäude und Scheune eines Bauernhofes sowie Reste der Hofpflasterung | Hauptstraße 171 (Karte)                                                                             | Um 1800, womöglich älter (Wohnstallhaus); bezeichnet mit 1885 (Scheune)                                                                                        | Stattliches Wohnstallhaus, Obergeschoss Fachwerk zweifarbig verschiefert, ein in seiner Konstruktion an den Waldhufencharakter des Ortes erinnernder Bauernhof, wirtschaftsgeschichtlich und baugeschichtlich von Bedeutung | 08962097 |
| Weitere Bilder                          | Wohnhaus (Umgebinde) | Hauptstraße 172 (Karte)                                                                             | Um 1850 | Doppelstubenhaus, Obergeschoss Fachwerk, verkleidet, Umgebinde mit profilierten Säulen, schöner Türstock, baugeschichtlich von Bedeutung | 08962083 |
|                                         | Wohnhaus (Umgebinde) | Hauptstraße 174 (Karte)                                                                             | 1. Hälfte 19. Jahrhundert | Doppelstubenhaus, Obergeschoss Fachwerk, zweifarbig verschiefert, baugeschichtlich von Bedeutung | 08962084 |
| Direkt Bild zu diesem Denkmal hochladen | Wohnhaus | Hauptstraße 175 (Karte)                                                                             | Um 1800 | Obergeschoss Fachwerk, verschiefert, Obergeschoss in ursprünglicher Konstruktion erhalten, baugeschichtlich von Bedeutung | 08962100 |
| Weitere Bilder                          | Wohnhaus (Umgebinde) | Hauptstraße 176 (Karte)                                                                             | Nach 1900 | Doppelstubenhaus, nahezu vollständig verschiefert, Obergeschoss teils zweifarbig, baugeschichtlich von Bedeutung | 08962087 |
| Direkt Bild zu diesem Denkmal hochladen | Wohnhaus eines Bauernhofes | Hauptstraße 180 (Karte)                                                                             | 2. Hälfte 19. Jahrhundert | Obergeschoss Fachwerk mit aufwendiger Zierverbretterung (Pilaster, Spiegel) an der Straßenseite, sonst verkleidet, baugeschichtlich von Bedeutung | 08962091 |
|                                         | Wohnhaus (Umgebinde) ohne rückwärtigen Anbau | Hauptstraße 186 (Karte)                                                                             | Um 1850 | Doppelstubenhaus, Obergeschoss Fachwerk, teils zweifarbig verschiefert, baugeschichtlich von Bedeutung | 08962094 |
| Weitere Bilder                          | Wohnhaus (Umgebinde) ohne Anbau | Hauptstraße 196 (Karte)                                                                             | 1. Hälfte 19. Jahrhundert | Obergeschoss Fachwerk, verschiefert, über dem Eingang Sonnenmotiv, baugeschichtlich von Bedeutung | 08962098 |
| Weitere Bilder                          | Wohnhaus (Umgebinde) ohne Anbauten | Hauptstraße 198 (Karte)                                                                             | Bezeichnet mit 1789 | Doppelstubenhaus, Obergeschoss Fachwerk, Giebel teils verschiefert, baugeschichtlich von Bedeutung | 08962099 |
|                                         | Kinderfriedhof (Sachgesamtheit); Neuer Friedhof | Hintere Dorfstraße (Karte)                                                                          | Einfriedung bezeichnet mit 1801 | Sachgesamtheit Kinderfriedhof, mit zehn Grabmalen als Einzeldenkmale (siehe Einzeldenkmale 09303228) und gärnterisch gestalteter Friedhof mit Einfriedungsmauer als Sachgesamtheitsteil; 10 denkmalwerte Grabmale des 19. Jahrhunderts, ortsgeschichtlich und künstlerisch von Bedeutung | 08962059 |
|                                         | Zehn Grabmale (Einzeldenkmale zu ID-Nr. 08962059) | Hintere Dorfstraße (Karte)                                                                          | Einfriedung bezeichnet mit 1801 | Einzeldenkmale der Sachgesamtheit Kinderfriedhof; denkmalwerte Grabmale des 19. Jahrhunderts, ortsgeschichtlich und künstlerisch von Bedeutung | 09303228 |
| Direkt Bild zu diesem Denkmal hochladen | Ehemalige Schmiede, Wohnhaus mit Werkstatt und rückwärtigem Anbau | Hintere Dorfstraße 2 (Karte)                                                                        | 1. Hälfte 19. Jahrhundert | Obergeschoss Fachwerk, teils verschiefert, über dem Eingang Vorlaube, ortsgeschichtlich und baugeschichtlich von Bedeutung | 08962057 |
|                                         | Bahnhofshotel (Einzeldenkmal zu ID-Nr. 09302443) | Hintere Dorfstraße 11 (Karte)                                                                       | Bezeichnet mit 1879 | Einzeldenkmal der Sachgesamtheit Eisenbahn Löbau–Zittau; kubischer gründerzeitlicher Putzbau, zweigeschossig mit Drempel, ortshistorisch von Interesse | 08962054 |
|                                         | Eisenbahnbrücke (Einzeldenkmal zu ID-Nr. 09302443) | Hintere Dorfstraße 11 (bei) (Karte)                                                                 | 1846–1848 | Einzeldenkmal der Sachgesamtheit Eisenbahn Löbau–Zittau; Brücke ein Bogen, Granit, verkehrsgeschichtlich von Bedeutung | 08992550 |
| Direkt Bild zu diesem Denkmal hochladen | Mietvilla mit Nebengebäude | Hintere Dorfstraße 12 (Karte)                                                                       | Nach 1900 | Roter gründerzeitlicher Klinkerbau mit gelben Ornamentklinkern und Schwebegiebeln, baugeschichtlich von Bedeutung | 08962056 |
| Direkt Bild zu diesem Denkmal hochladen | Bahnhofsgebäude (Einzeldenkmal zu ID-Nr. 09302443) | Hintere Dorfstraße 13 (Karte)                                                                       | Um 1900 | Einzeldenkmal der Sachgesamtheit Eisenbahn Löbau–Zittau; eingeschossig, zum Teil in Fachwerk, zum Teil in Ziegelbauweise, verkehrs- und ortshistorische Bedeutung | 08962055 |
| Direkt Bild zu diesem Denkmal hochladen | Wohnhaus und Einfriedung | Hintere Dorfstraße 22 (Karte)                                                                       | Um 1850 | Obergeschoss zu zwei Dritteln Fachwerk, Traufseite aufgebrettert, Giebelseite verschiefert, baugeschichtlich von Bedeutung, Einfriedung mit Granitzaunpfeilern, ortsbildprägende Lage nahe der Kirche | 08962060 |
| Direkt Bild zu diesem Denkmal hochladen | Wohnhaus (Umgebinde) ohne Anbau | Hintere Dorfstraße 30 (Karte)                                                                       | 1. Hälfte 19. Jahrhundert | Obergeschoss Fachwerk, verschiefert, teils zweifarbig, baugeschichtlich von Bedeutung | 08962048 |
| Direkt Bild zu diesem Denkmal hochladen | Gasthof, ohne Anbauten (Kretscham) | Hintere Dorfstraße 34 (Karte)                                                                       | Um 1850 | Stattlicher Gasthof, Obergeschoss Fachwerk, verschiefert, ortshistorisch von Interesse | 08962066 |
| Direkt Bild zu diesem Denkmal hochladen | Ehemalige Schule mit Anbau und Nebengebäude | Hintere Dorfstraße 39, 41 (Karte)                                                                   | Bezeichnet mit 1926 | Schlichter kubischer Putzbau, im Reformstil der Zeit nach 1910, am nördlichen Flügel zwei große Eingänge mit rustizierten Seitenpilastern und Rundgiebel, Rhythmisierung der Fassade durch Fensterreihung mit Sprossung, ortshistorische Bedeutung | 08962067 |
| Direkt Bild zu diesem Denkmal hochladen | Wohnhaus (Umgebinde) ohne Anbau | Hintere Dorfstraße 43 (Karte)                                                                       | 1. Hälfte 19. Jahrhundert | Obergeschoss Fachwerk, zweifarbig ornamental verschiefert, baugeschichtlich von Bedeutung | 08962068 |
| Direkt Bild zu diesem Denkmal hochladen | Scheune eines Bauernhofes | Hintere Dorfstraße 44 (gegenüber) (Karte)                                                           | 19. Jahrhundert | Stattliche Scheune, in der Holzkonstruktion erhalten, kennzeichnend für die Struktur eines Waldhufendorfes, straßenbildprägend, baugeschichtlich von Bedeutung | 08962112 |
| Direkt Bild zu diesem Denkmal hochladen | Wohnhaus (Umgebinde), ohne massiven Anbau | Hintere Dorfstraße 45 (Karte)                                                                       | 1. Hälfte 19. Jahrhundert | Obergeschoss Fachwerk, verschiefert, Traufseiten zweifarbig, baugeschichtlich von Bedeutung | 08962069 |
| Direkt Bild zu diesem Denkmal hochladen | Scheune eines Bauernhofes | Hintere Dorfstraße 46 (gegenüber) (Karte)                                                           | 19. Jahrhundert | Typisch für die Struktur eines Waldhufendorfes, straßenbildprägende Fachwerkscheune, verbrettert, baugeschichtlich von Bedeutung | 08962113 |
| Direkt Bild zu diesem Denkmal hochladen | Wohnhaus (Umgebinde) | Hintere Dorfstraße 49 (Karte)                                                                       | Bezeichnet mit 1836 | Obergeschoss Fachwerk, zweifarbig verschiefert, mit schönem Korbbogenportal und geschnitzter Tür, baugeschichtlich von Bedeutung | 08962070 |
|                                         | Wohnhaus (Umgebinde) | Hintere Dorfstraße 56 (Karte)                                                                       | 18. Jahrhundert | Einstöckiges Umgebindehaus, ehemaliges Häuslerhaus, im ursprünglichen Aussehen gut erhalten, sozialgeschichtlich und baugeschichtlich von Bedeutung | 08962072 |
| Direkt Bild zu diesem Denkmal hochladen | Wohnhaus, ohne Anbau | Hintere Dorfstraße 60 (Karte)                                                                       | 1. Hälfte 19. Jahrhundert | Obergeschoss Fachwerk, zweifarbig verschiefert, baugeschichtlich von Bedeutung | 08962073 |
| Direkt Bild zu diesem Denkmal hochladen | Dreiseithof mit Wohnhaus (Umgebinde), Scheune und Stallscheune | Hintere Dorfstraße 64 (Karte)                                                                       | 1. Hälfte 19. Jahrhundert | Wohnhaus nur linke Seite mit Umgebinde, Obergeschoss Fachwerk, zweifarbig verschiefert, Fachwerk-Scheune, Stallscheune Obergeschoss Fachwerk, verkleidet, in seiner Konstruktion erhaltener Bauernhof, wirtschaftsgeschichtlich und baugeschichtlich von Bedeutung | 08962077 |
|                                         | Wohnhaus (Umgebinde) | Hintere Dorfstraße 66 (Karte)                                                                       | 1. Hälfte 19. Jahrhundert | Obergeschoss Fachwerk, teils zweifarbig ornamental verschiefert, baugeschichtlich von Bedeutung | 08962109 |
| Direkt Bild zu diesem Denkmal hochladen | Dreiseithof mit Wohnstallhaus, Seitengebäude und Scheune | Hintere Dorfstraße 68 (Karte)                                                                       | Bezeichnet mit 1844 | In seiner ursprünglichen Anlage erhaltener Bauernhof, Wohnstallhaus Obergeschoss Fachwerk, verschiefert, teils zweifarbig, anschließendes Seitengebäude (Stallflügel) Obergeschoss Fachwerk, verbrettert bzw. verschiefert, mit einer Art Oberlaube, Fachwerk-Scheune, wirtschaftsgeschichtlich und baugeschichtlich von Bedeutung | 08962110 |
| Direkt Bild zu diesem Denkmal hochladen | Zweiseithof mit Wohnstallhaus (Umgebinde) und Scheune | Hintere Dorfstraße 70 (Karte)                                                                       | Nach 1800 | Wohnstallhaus Obergeschoss Fachwerk, teils verbrettert oder zweifarbig verschiefert, Fachwerk-Scheune, wirtschaftsgeschichtlich und baugeschichtlich von Bedeutung | 08962111 |
| Direkt Bild zu diesem Denkmal hochladen | Wohnhaus | Hintere Dorfstraße 74 (Karte)                                                                       | 1. Hälfte 19. Jahrhundert | Obergeschoss Fachwerk, Straßenseite zweifarbig verschiefert, baugeschichtlich von Bedeutung | 08962108 |
| Direkt Bild zu diesem Denkmal hochladen | Wohnstallhaus (Umgebinde) mit rückwärtigen Anbauten sowie Seitengebäude über Hakengrundriss eines Bauernhofes, dazu Einfriedung | Hintere Dorfstraße 78 (Karte)                                                                       | Kern wohl 18. Jahrhundert, Teile später | Wohnstallhaus Obergeschoss Fachwerk, Giebel verbrettert, ein in seiner erhaltenen Struktur bemerkenswerter Bauernhof von architektonischer Bedeutung und stark ortsbildprägender Funktion, wirtschaftsgeschichtlich und baugeschichtlich von Bedeutung | 08962107 |
| Weitere Bilder                          | Wohnhaus (Umgebinde) mit Anbauten und Scheune eines Bauernhofes | Hintere Dorfstraße 83 (Karte)                                                                       | 1. Hälfte 19. Jahrhundert | Wohnhaus Obergeschoss Fachwerk verschalt, Fachwerk-Scheune, strukturprägender Bauernhof am Ortseingang, wirtschaftsgeschichtlich und baugeschichtlich von Bedeutung | 08962106 |
| Weitere Bilder                          | Wohnhaus (Umgebinde) | Im Winkel 1 (Karte)                                                                                 | 1. Hälfte 19. Jahrhundert | Obergeschoss Fachwerk, verschiefert, teils ornamental zweifarbig, baugeschichtlich von Bedeutung | 08961972 |
| Direkt Bild zu diesem Denkmal hochladen | Wohnhaus | Im Winkel 2 (Karte)                                                                                 | 18. Jahrhundert | Obergeschoss und Giebel Fachwerk, zweifarbig verschiefert, baugeschichtlich von Bedeutung | 08961969 |
| Weitere Bilder                          | Wohnhaus (Umgebinde) mit zwei Anbauten | Im Winkel 3 (Karte)                                                                                 | 18. Jahrhundert | Wohnhaus mit drei Blockstuben (Seltenheitswert), Obergeschoss Fachwerk verbrettert und zweifarbig verschiefert, haus- und baugeschichtlich von Bedeutung | 08961971 |
| Weitere Bilder                          | Wohnhaus (Umgebinde) | Im Winkel 4 (Karte)                                                                                 | Bezeichnet mit 1789 | Doppelstubenhaus, Obergeschoss Fachwerk, zweifarbig verschiefert, Korbbogenportal, baugeschichtlich von Bedeutung | 08961970 |
| Direkt Bild zu diesem Denkmal hochladen | Wohnhaus (Umgebinde) und Scheune | Im Winkel 5 (Karte)                                                                                 | Um 1800 | Wohnhaus Obergeschoss Fachwerk, verkleidet, kleine Holzscheune, wirtschafts- und baugeschichtlich von Bedeutung | 08961973 |
| Direkt Bild zu diesem Denkmal hochladen | Wohnhaus (Umgebinde) und Scheune | Kirchgasse 1 (Karte)                                                                                | 2. Hälfte 19. Jahrhundert | Wohnhaus Doppelstubenhaus, Obergeschoss Fachwerk, verschiefert, kleine verbretterte Scheune, baugeschichtlich von Bedeutung | 08961897 |
|                                         | Wohnhaus | Kirchgasse 2 (Karte)                                                                                | Mitte 19. Jahrhundert | Stattliches massives Haus mit Mansarddach, ehemalige Bäckerei, ortsgeschichtlich von Bedeutung, ortsbildprägende Lage nahe der Kirche | 08961892 |
| Weitere Bilder                          | Wohnhaus (Umgebinde, ehemaliges Faktorenhaus) mit Anbau sowie Einfriedung | Kirchgasse 6 (Karte)                                                                                | Um 1800 | Obergeschoss Fachwerk, verbrettert oder verschiefert, schönes Korbbogenportal, baugeschichtlich von Bedeutung, Einfriedung mit Granitzaunpfeilern | 08961893 |
|                                         | Wohnhaus (Umgebinde) ohne Anbau | Kirchgasse 8 (Karte)                                                                                | Um 1800 | Doppelstubenhaus, Obergeschoss Fachwerk, zweifarbig verschiefert, baugeschichtlich von Bedeutung | 08961894 |
|                                         | Wohnhaus | Kirchgasse 10 (Karte)                                                                               | 1. Hälfte 19. Jahrhundert | Obergeschoss Fachwerk, zweifarbig verschiefert, eine Giebelseite verbrettert, baugeschichtlich von Bedeutung | 08961896 |
| Weitere Bilder                          | Wohnhaus (Umgebinde) | Klippelgasse 1 (Karte)                                                                              | 18. Jahrhundert | Obergeschoss Fachwerk, je zwei Seiten verbrettert bzw. zweifarbig verschiefert, baugeschichtlich von Bedeutung | 08962038 |
| Weitere Bilder                          | Wohnhaus (Umgebinde) mit Anbau (Schunkelhaus) | Klippelgasse 2 (Karte)                                                                              | Um 1730 | Kleines Wohnhaus, Obergeschoss Fachwerk, zweifarbig verschiefert; im Ortsbild singulär, sozialgeschichtlich und baugeschichtlich von Bedeutung | 08961914 |
| Weitere Bilder                          | Wohnhaus (Umgebinde) | Klippelgasse 3 (Karte)                                                                              | 18. Jahrhundert | Ehemaliger Langständerbau mit Kreuzstreben, Obergeschoss Fachwerk, teils verbrettert, baugeschichtlich von Bedeutung | 08961907 |
| Weitere Bilder                          | Wohnhaus (Umgebinde) | Klippelgasse 4 (Karte)                                                                              | Um 1900, Kern wahrscheinlich älter | Doppelstubenhaus, Obergeschoss Fachwerk verschiefert, zweifarbig und Sonnenmotiv, aufwendig gestaltetes Umgebinde, baugeschichtlich von Bedeutung | 08961905 |
| Weitere Bilder                          | Wohnhaus (Umgebinde), baulich verbunden mit Nr. 7 | Klippelgasse 5 (Karte)                                                                              | Um 1800 | Obergeschoss Fachwerk, zweifarbig verschiefert, baugeschichtlich von Bedeutung | 08961908 |
|                                         | Wohnhaus, baulich verbunden mit Nr. 5 | Klippelgasse 7 (Karte)                                                                              | Um 1800 | Obergeschoss Fachwerk, verschiefert, baugeschichtlich von Bedeutung | 08961909 |
| Weitere Bilder                          | Wohnhaus (Umgebinde) mit Anbau, baulich verbunden mit Nr. 14 | Klippelgasse 12 (Karte)                                                                             | 18. Jahrhundert | Obergeschoss Fachwerk, zweifarbig verschiefert, baugeschichtlich von Bedeutung | 08962040 |
| Direkt Bild zu diesem Denkmal hochladen | Wohnhaus (Umgebinde), baulich verbunden mit Nr. 18 | Klippelgasse 16 (Karte)                                                                             | 1. Hälfte 19. Jahrhundert | Einstöckiges Umgebindehaus, Hälfte eines Doppelwohnhauses, sozialgeschichtlich und baugeschichtlich von Bedeutung | 08961906 |
| Direkt Bild zu diesem Denkmal hochladen | Wohnhaus und daran anschließende gewerbliche Bauten | Klippelgasse 24 (Karte)                                                                             | Bezeichnet mit 1853 | Das zweigeschossige, im Türsturz mit 1853 datierte Wohnhaus mit Krüppelwalmdach und verschiefertem Fachwerk-Obergeschoss besitzt einen ebensolchen hinteren Anbau, der in sein Dach einbindet, einen weiteren dreigeschossigen Anbau mit Pultdach, die unteren beiden Geschosse massiv, das oberste Geschoss in Fachwerk mit Schieferverkleidung, einen weiter in Verlängerung angebauten Gewerbetrakt mit stattlichem massiven Geschoss mit Segmentbogenfenstern und einem aufgesetzten Geschoss in Fachwerk mit Schieferverkleidung, und schließlich, als jüngsten Bau, einen abwinkelnden, hofbildenden massiven Flügel, bau-, orts- und wirtschaftsgeschichtlich bedeutsam | 09307158 |
| Direkt Bild zu diesem Denkmal hochladen | Doppelstuben-Umgebinde-Wohnhaus | Klippelgasse 26 (Karte)                                                                             | Um 1850 | Mittiger Hausflur mit Hauseingang massiv mit den üblichen flankierenden schmalen Fenstern, Obergeschoß und Giebelflächen verschiefert, Krüppelwalmdach, nach hinten eine historische Schleppe, bau- und ortsgeschichtlich von Bedeutung | 09307157 |
| Weitere Bilder                          | Wohnhaus (Umgebinde) | Kottmarsdorfer Straße 3 (Karte)                                                                     | Um 1800 | Wohnhaus mit zwei Blockstuben (links ohne Umgebinde), Obergeschoss Fachwerk, zweifarbig verschiefert, baugeschichtlich von Bedeutung | 08961863 |
| Weitere Bilder                          | Wohnhaus (Umgebinde) | Kottmarsdorfer Straße 4 (Karte)                                                                     | 18. Jahrhundert | Wohnhaus mit zwei Blockstuben (rechts ohne Umgebinde), Obergeschoss Fachwerk, zweifarbig ornamental verschiefert, baugeschichtlich von Bedeutung | 08961861 |
| Weitere Bilder                          | Wohnhaus (Umgebinde) | Kottmarsdorfer Straße 6 (Karte)                                                                     | Um 1850 | Doppelstubenhaus, Obergeschoss Fachwerk, teils zweifarbig verschiefert, baugeschichtlich von Bedeutung | 08961862 |
| Weitere Bilder                          | Wohnhaus (Umgebinde) | Kottmarsdorfer Straße 7 (Karte)                                                                     | 1. Hälfte 19. Jahrhundert | Obergeschoss Fachwerk, zweifarbig verschiefert, baugeschichtlich von Bedeutung | 08961866 |
| Weitere Bilder                          | Wohnhaus (Umgebinde) im Hof der ehemaligen Möbelfabrik Curt Reinkober, mit Einfriedung und Torpfeilern | Kottmarsdorfer Straße 9 (Karte)                                                                     | Um 1900 | Wohnhaus Obergeschoss Fachwerk, verbrettert, Umgebinde mit profilierten Säulen, Dachgeschoss ornamental verschiefert, im Ortsbild singulär, baugeschichtlich von Bedeutung | 08961867 |
|                                         | Doppelwohnhaus (Nr. 12 mit Umgebinde) | Kottmarsdorfer Straße 10, 12 (Karte)                                                                | 18. Jahrhundert | Obergeschoss Fachwerk, Nr. 10 teilweise verbrettert, Nr. 12 zweifarbig verschiefert, vermutlich ehemaliger Langständerbau, baugeschichtlich von Bedeutung | 08962065 |
| Weitere Bilder                          | Wohnhaus (Umgebinde), baulich verbunden mit Nr. 16 | Kottmarsdorfer Straße 14 (Karte)                                                                    | Um 1800 | Obergeschoss Fachwerk, zweifarbig verschiefert, baugeschichtlich von Bedeutung | 08961864 |
| Weitere Bilder                          | Wohnhaus (Umgebinde), baulich verbunden mit Nr. 14 | Kottmarsdorfer Straße 16 (Karte)                                                                    | 18. Jahrhundert | Obergeschoss Fachwerk, zweifarbig verschiefert, baugeschichtlich von Bedeutung | 08961865 |
| Weitere Bilder                          | Wohnstallhaus (Umgebinde) eines Vierseithofes | Kottmarsdorfer Straße 20 (Karte)                                                                    | Um 1850 | Obergeschoss Fachwerk, verbrettert und verschiefert, baugeschichtlich von Bedeutung | 08961888 |
| Direkt Bild zu diesem Denkmal hochladen | Wohnhaus | Kurze Gasse 1 (Karte)                                                                               | 2. Hälfte 19. Jahrhundert | Obergeschoss Fachwerk, verschiefert, baugeschichtlich von Bedeutung | 08961937 |
| Direkt Bild zu diesem Denkmal hochladen | Wohnhaus (Umgebinde), baulich verbunden mit Nr. 6 | Kurze Gasse 4 (Karte)                                                                               | Um 1850 | Obergeschoss Fachwerk, verkleidet, baugeschichtlich von Bedeutung | 08961940 |
| Direkt Bild zu diesem Denkmal hochladen | Wohnhaus | Max-Klühs-Straße 4 (Karte)                                                                          | Um 1800 | Obergeschoss Fachwerk mit Zierverbretterung, Giebel zweifarbig verschiefert, baugeschichtlich von Bedeutung | 08962075 |
| Direkt Bild zu diesem Denkmal hochladen | Wohnhaus (Umgebinde) | Max-Klühs-Straße 6 (Karte)                                                                          | 2. Hälfte 19. Jahrhundert | Doppelstubenhaus, nahezu vollständig verschiefert, Obergeschoss Fachwerk, an der Traufseite zweifarbig verschiefert, baugeschichtlich von Bedeutung | 08962074 |
| Direkt Bild zu diesem Denkmal hochladen | Wohnhaus und Scheune eines Zweiseithofes | Mittelweg 1 (Karte)                                                                                 | Bezeichnet mit 1792 (Bauernhaus); 19. Jahrhundert (Scheune) | Wohnhaus Obergeschoss Fachwerk, teils zweifarbig verschiefert, mit Korbbogenportal, Scheune massiv, in der Struktur erhaltenes Ensemble, ehemalige Mühle, orts- und baugeschichtlich von Bedeutung | 08961939 |
| Direkt Bild zu diesem Denkmal hochladen | Wohnhaus (Umgebinde) | Mittelweg 2 (Karte)                                                                                 | 18. Jahrhundert | Obergeschoss Fachwerk, zweifarbig ornamental verschiefert, aufwendig gestaltetes Umgebinde, baugeschichtlich von Bedeutung | 08961938 |
| Direkt Bild zu diesem Denkmal hochladen | Wohnhaus (Umgebinde) eines Bauernhofes | Mittelweg 3 (Karte)                                                                                 | 1. Hälfte 19. Jahrhundert | Obergeschoss Fachwerk, Längsseite zweifarbig ornamental verschiefert, giebelseitig verbrettert, baugeschichtlich von Bedeutung | 08961975 |
|                                         | Wohnhaus (Umgebinde) | Mühlweg 4 (Karte)                                                                                   | 2. Hälfte 19. Jahrhundert | Über dem Umgebinde Fachwerk, zweifarbig verschiefert, trotz massiven Hausteils in seinem ursprünglichen Charakter weitgehend erhalten, baugeschichtlich von Bedeutung | 08962027 |
| Weitere Bilder                          | Wohnhaus (Umgebinde) | Postgasse 1 (Karte)                                                                                 | 1. Hälfte 19. Jahrhundert, womöglich älter | Obergeschoss Fachwerk, verbrettert, teils verschiefert, Umgebinde mit profilierten Säulen, baugeschichtlich von Bedeutung | 08962043 |
| Direkt Bild zu diesem Denkmal hochladen | Doppelwohnhaus | Postgasse 2, 4 (Karte)                                                                              | 19. Jahrhundert | Stattliches Gebäude, Fachwerk-Obergeschoss verbrettert bzw. verschiefert, teils zweifarbig, Besonderheit: steiles Mansarddach ohne Giebelwalm, baugeschichtlich von Bedeutung | 08962041 |
| Direkt Bild zu diesem Denkmal hochladen | Wohnstallhaus (Umgebinde) ohne massiven Anbau | Querstraße 3 (Karte)                                                                                | 1. Hälfte 19. Jahrhundert, womöglich älter | Obergeschoss Fachwerk, Giebelseite verbrettert, baugeschichtlich von Bedeutung. | 08962071 |
|                                         | Wohnhaus, baulich verbunden mit Nr. 4 | Seitenweg 2 (Karte)                                                                                 | 1. Hälfte 19. Jahrhundert | Obergeschoss Fachwerk, baugeschichtlich von Bedeutung | 08961901 |
| Weitere Bilder                          | Wohnhaus (Umgebinde) | Seitenweg 3 (Karte)                                                                                 | Um 1850 | Obergeschoss Fachwerk, teils zweifarbig verschiefert, baugeschichtlich von Bedeutung | 08961903 |
| Weitere Bilder                          | Wohnhaus (Umgebinde), baulich verbunden mit Nr. 2 | Seitenweg 4 (Karte)                                                                                 | 18. Jahrhundert | Obergeschoss Fachwerk, verbrettert, baugeschichtlich von Bedeutung | 08961902 |
| Weitere Bilder                          | Wohnhaus (Umgebinde) | Seitenweg 7 (Karte)                                                                                 | Um 1800 | Doppelstubenhaus, Obergeschoss Fachwerk, verschiefert, baugeschichtlich von Bedeutung | 08961912 |
| Weitere Bilder                          | Wohnhaus (Umgebinde) | Seitenweg 8 (Karte)                                                                                 | Um 1850 | Doppelstubenhaus, Obergeschoss Fachwerk, teils zweifarbig verschiefert, baugeschichtlich von Bedeutung. | 08961904 |
| Weitere Bilder                          | Wohnhaus (Umgebinde) | Seitenweg 10 (Karte)                                                                                | 1. Hälfte 19. Jahrhundert | Doppelstubenhaus, Obergeschoss Fachwerk, verschiefert, teils zweifarbig, baugeschichtlich von Bedeutung | 08961913 |
| Direkt Bild zu diesem Denkmal hochladen | Wohnhaus (Umgebinde) | Strahwalder Straße 2 (Karte)                                                                        | Um 1850 | Obergeschoss Fachwerk, Straßenseite zweifarbig verschiefert, Ostgiebel Sichtfachwerk, baugeschichtlich von Bedeutung | 08961942 |
| Direkt Bild zu diesem Denkmal hochladen | Wohnhaus (Umgebinde) | Strahwalder Straße 4 (Karte)                                                                        | 19. Jahrhundert | Doppelstubenhaus, Obergeschoss Fachwerk, verbrettert, baugeschichtlich von Bedeutung | 08961954 |
| Direkt Bild zu diesem Denkmal hochladen | Wohnhaus (Umgebinde) ohne massiven Anbau | Südgasse 1 (Karte)                                                                                  | 18. Jahrhundert | Obergeschoss Fachwerk, verbrettert, eine Giebelseite verschiefert, trotz einiger Eingriffe ins Fachwerk Gesamtcharakter erhalten, baugeschichtlich von Bedeutung | 08962021 |
| Weitere Bilder                          | Wohnhaus (Umgebinde) ohne Anbauten | Südgasse 2 (Karte)                                                                                  | Bezeichnet mit 1786 | Obergeschoss Fachwerk, baugeschichtlich von Bedeutung | 08960543 |
| Direkt Bild zu diesem Denkmal hochladen | Mietvilla und Einfriedung | Südgasse 3 (Karte)                                                                                  | Um 1895 | Roter Ziegelbau mit gelben Gliederungen und verschiedenen Ornamentformen, im historistischen Stil, baugeschichtlich von Bedeutung | 08962016 |
| Direkt Bild zu diesem Denkmal hochladen | Wohnhaus (Umgebinde) eines Zweiseithofes (ohne Scheune) | Wiesenweg 7 (Karte)                                                                                 | Um 1800 | Stattliches Wohnhaus, Obergeschoss Fachwerk, verschiefert, baugeschichtlich von Bedeutung | 08962028 |

## Streichungen von der Denkmalliste
| Bild                                    | Bezeichnung | Lage                           | Datierung                                         | Beschreibung | ID       |
| --------------------------------------- | --- | ------------------------------ | ------------------------------------------------- | --- | -------- |
| Direkt Bild zu diesem Denkmal hochladen | Wohnhaus (Umgebinde) auf Hakengrundriss                                                                                       | Hauptstraße 15 (Karte)         | 1. Hälfte 19. Jahrhundert                         | Obergeschoss Fachwerk, zweifarbig verschiefert, baugeschichtlich von Bedeutung; zwischen 2016 und 2018 abgerissen                                                 | 08961848 |
| Direkt Bild zu diesem Denkmal hochladen | Dampfmaschine der Firma Frank Berger, Dampfkessel (groß/klein) der Firma Cruschwitz aus Ottersdorf bei Zittau und Schornstein | Hintere Dorfstraße 15a (Karte) | 1903 und 1919 (Dampfkessel); 1920 (Dampfmaschine) | Technikgeschichtlich von Bedeutung; nach 2014 von der Denkmalliste gestrichen                                                                                     | 09228205 |
| Direkt Bild zu diesem Denkmal hochladen | Wohnhaus, einst Schmiede, und Einfriedung                                                                                     | Kurze Gasse 3 (Karte)          | Um 1870                                           | Verputzter stattlicher Bruchsteinbau, zweigeschossig, ortshistorisch von Interesse, Einfriedung mit Granitzaunpfeilern; nach 2014 von der Denkmalliste gestrichen | 08962029 |

## Tabellenlegende
- Bild: Bild des Kulturdenkmals, ggf. zusätzlich mit einem Link zu weiteren Fotos des Kulturdenkmals im Medienarchiv Wikimedia Commons. Wenn man auf das Kamerasymbol klickt, können Fotos zu Kulturdenkmalen aus dieser Liste hochgeladen werden:
- Bezeichnung: Denkmalgeschützte Objekte und ggf. Bauwerksname des Kulturdenkmals
- Lage: Straßenname und Hausnummer oder Flurstücknummer des Kulturdenkmals. Die Grundsortierung der Liste erfolgt nach dieser Adresse. Der Link (Karte) führt zu verschiedenen Kartendiensten mit der Position des Kulturdenkmals. Fehlt dieser Link, wurden die Koordinaten noch nicht eingetragen. Sind diese bekannt, können sie über ein Tool mit einer Kartenansicht einfach nachgetragen werden. In dieser Kartenansicht sind Kulturdenkmale ohne Koordinaten mit einem roten bzw. orangen Marker dargestellt und können durch Verschieben auf die richtige Position in der Karte mit Koordinaten versehen werden. Kulturdenkmale ohne Bild sind an einem blauen bzw. roten Marker erkennbar.
- Datierung: Baubeginn, Fertigstellung, Datum der Erstnennung oder grobe zeitliche Einordnung entsprechend des Eintrags in der sächsischen Denkmaldatenbank
- Beschreibung: Kurzcharakteristik des Kulturdenkmals entsprechend des Eintrags in der sächsischen Denkmaldatenbank, ggf. ergänzt durch die dort nur selten veröffentlichten Erfassungstexte oder zusätzliche Informationen
- ID: Vom Landesamt für Denkmalpflege Sachsen vergebene, das Kulturdenkmal eindeutig identifizierende Objekt-Nummer. Der Link führt zum PDF-Denkmaldokument des Landesamtes für Denkmalpflege Sachsen. Bei ehemaligen Kulturdenkmalen können die Objektnummern unbekannt sein und deshalb fehlen bzw. die Links von aus der Datenbank entfernten Objektnummern ins Leere führen. Ein ggf. vorhandenes Icon  führt zu den Angaben des Kulturdenkmals bei Wikidata.